# Urueñas
Urueñas é um município da Espanha na província de Segóvia, comunidade autónoma de Castela e Leão, de área 33,08 km² com população de 118 habitantes (2004) e densidade populacional de 3,57 hab/km².

## Demografia
| Variação demográfica do município entre 1991 e 2004 | Variação demográfica do município entre 1991 e 2004 | Variação demográfica do município entre 1991 e 2004 | Variação demográfica do município entre 1991 e 2004 |
| --------------------------------------------------- | --------------------------------------------------- | --------------------------------------------------- | --------------------------------------------------- |
| 1991                                                | 1996                                                | 2001                                                | 2004                                                |
| 137                                                 | 130                                                 | 111                                                 | 118                                                 |